# Moto Jelcz Oława
MGKS Moto-Jelcz Oława – wielosekcyjny klub sportowy założony w 1961 przy Jelczańskich Zakładach Samochodowych w Jelczu (obecnie Jelczu-Laskowicach) koło Oławy. Klub prowadził m.in. sekcje bokserską, podnoszenia ciężarów, kolarską, siatkarską, piłki ręcznej i piłki nożnej.

## Historia powstania klubu
Klub powstał 13 marca 1961 w wyniku połączenia się dwóch sąsiadujących ze sobą klubów: istniejącego od 1959 klubu zakładowego Moto Jelcz (przy JZS) oraz oławskiego KS Olavia. Siedziba klubu pozostała w Jelczu, natomiast stadion, hala sportowa i boiska treningowe znajdowały się w Oławie.

## Piłka nożna
Do 1971, w którym to roku uzyskała awans do III ligi, drużyna Moto Jelcza brała głównie udział w rozgrywkach klasy A lub klasy okręgowej (obecnie odpowiedniki "okręgówki" i IV ligi). W 1973 po raz pierwszy nadarzyła się szansa awansu do II ligi. Oba baraże, najpierw z Uranią Ruda Śląska, a następnie z Górnikiem Wojkowice zakończyły się wynikami niekorzystnymi dla Moto Jelcza. Rok później oławska drużyna wygrywając rozgrywki III ligi uzyskała możliwość zrehabilitowania się za niepowodzenia z poprzedniego roku. Tym razem pokonując Stal Brzeg oraz Walkę Makoszowy zdobyła pierwszy, historyczny awans do II ligi.
Do początku lat 90., z niewielkimi przerwami, Moto Jelcz regularnie uczestniczył w rozgrywkach II ligi. Pod koniec 1990 roku stał się samodzielną jednostką, został całkowicie przeniesiony do Oławy oraz wrócił do dawnej nazwy - KS Moto-Jelcz Oława (wcześniej przez krótki okres grał jako Jelcz Oława i KS JZS Jelcz). W wyniku coraz gorszej sytuacji finansowej JZS zarząd fabryki wycofał się ze sponsorowania klubu, co bezpośrednio odbiło się na wynikach piłkarzy. Drużyna, spadając w 1992 do III ligi, nigdy już do zaplecza ekstraklasy nie powróciła, choć kilkakrotnie była tego bliska.
Pod koniec lat 90. kryzys sportowy i finansowy pogłębił się. Doszła także do tego reorganizacja rozgrywek. Czynniki te spowodowały, że drużyna z Oławy spadła w 1998 r. do IV ligi (grupa dolnośląska). W sezonie 2007/08 zajęła w rozgrywkach 7. miejsce, ale w wyniku kolejnych zmian musiała rozegrać baraż o utrzymanie się na 4. poziomie. Pomimo niepowodzenia w meczach ze Spójnią Ośno Lubuskie, pozostała w lidze z powodu kłopotów rywala z otrzymaniem licencji na grę w nowo tworzonej III lidze (czwarty poziom ligowy). W drugiej połowie sezonu 2008/09 doszło do fuzji z występującym w tej samej lidze Wulkanem Wrocław. MKS wycofał własną drużynę z rozgrywek, ale przejął pozycję w tabeli i kadrę wrocławskiego klubu, kontynuując sezon jako MKS Oława. W sezonie 2011/12 uzyskał awans do grupy zachodniej II ligi.
Po zakończeniu sezonu 2014/15 (III liga) drużyna została wycofana z rozgrywek ligowych.
W sezonie 2015/16 z inicjatywy kibiców klub zgłoszono do rozgrywek oławskiej C klasy (najniższy, dziewiąty poziom ligowy). Przed kolejnym sezonem kierownictwo nowej drużyny doszło do porozumienia z władzami miasta, co zaowocowało wystawieniem wspólniej ekipy w rozgrywkach ligowych. Decyzją Dolnośląskiego ZPN w wyniku „zasług szkoleniowych klubu oraz tradycji piłkarskich Oławy” w sezonie 2016/17 przyznano jej miejsce w lokalnej grupie A klasy (siódmy poziom ligowy). W sezonie 2017/18 zespół pod nazwą MGKS Moto-Jelcz Oława awansował do klasy okręgowej. Od sezonu 2018/19 oławski klub we wszystkich dokumentach znów funkcjonuje pod nazwą Moto-Jelcz Oława.  
Moto-Jelcz w latach 90. występował także pod nazwami Jelcz Oława, Moto Anna Oława, MKS Autoliv Oława. Obecnie klub występuje pod nazwą MKS SCA Oława.
Piłkarzami Moto Jelcza Oława byli m.in. Orest Lenczyk, Andrzej Kirsza, Waldemar Tęsiorowski, Piotr Haśko (brązowy medalista Mistrzostw Europy U-18 w 1984), Mieczysław Łuszczyński, Bogdan Sak, Zygmunt Peterek, Krzysztof Konon, Grzegorz Kowalski, Robert Rosiński, Marek Grabowski, Waldemar Żelasko, Krzysztof Kaliński, Piotr Kluzek, Adam Tokarz oraz byli reprezentanci Polski juniorów Jacek Sorbian, Paweł Drobniak i Krzysztof Smoliński, Janusz Gancarczyk, Marek Gancarczyk.
Jednym z trenerów Moto Jelcz Oława był Romuald Szukiełowicz.

### Historia występów Moto-Jelcza w II lidze
Moto-Jelcz występował w II lidze w latach 1974-1981, 1983-1986 i po raz ostatni 1988-1992.
- Sezon 1974/75 – 7. miejsce (grupa południowa)
- Sezon 1975/76 – 10. miejsce (grupa południowa)
- Sezon 1976/77 – 7. miejsce (grupa południowa)
- Sezon 1977/78 – 10. miejsce (grupa południowa)
- Sezon 1978/79 – 6. miejsce (grupa zachodnia)
- Sezon 1979/80 – 9. miejsce (grupa zachodnia)
- Sezon 1980/81 – 14. miejsce (grupa zachodnia) – spadek
- Sezon 1983/84 – 6. miejsce (grupa zachodnia)
- Sezon 1984/85 – 9. miejsce (grupa zachodnia)
- Sezon 1985/86 – 15. miejsce (grupa zachodnia) – spadek
- Sezon 1988/89 – 6. miejsce (grupa zachodnia)
- Sezon 1989/90 – 18. miejsce – spadek
- Sezon 1991/92 – 15. miejsce (grupa zachodnia) – spadek

Łącznie oławski klub rozegrał 13 sezonów w drugiej lidze.

### Historia występów Moto Jelcza w rozgrywkach ligowych
(bilans niekompletny)
- Sezon 1974/75 – II liga – 7. miejsce
- Sezon 1975/76 – II liga – 10. miejsce
- Sezon 1976/77 – II liga – 7. miejsce
- Sezon 1977/78 – II liga – 10. miejsce
- Sezon 1978/79 – II liga – 6. miejsce
- Sezon 1979/80 – II liga – 9. miejsce
- Sezon 1980/81 – II liga – 14. miejsce – spadek
- Sezon 1981/82 – III liga – 10. miejsce
- Sezon 1982/83 – III liga – 1. miejsce – awans
- Sezon 1983/84 – II liga – 6. miejsce
- Sezon 1984/85 – II liga – 9. miejsce
- Sezon 1985/86 – II liga – 15. miejsce – spadek
- Sezon 1986/87 – III liga – 3. miejsce
- Sezon 1987/88 – III liga – 1. miejsce – awans
- Sezon 1988/89 – II liga – 6. miejsce
- Sezon 1989/90 – II liga – 18. miejsce – spadek
- Sezon 1990/91 – III liga – 3. miejsce – awans
- Sezon 1991/92 – II liga – 15. miejsce – spadek
- Sezon 1992/93 – III liga – 3. miejsce
- Sezon 1993/94 – III liga – 2. miejsce
- Sezon 1994/95 – III liga – 2. miejsce
- Sezon 1995/96 – III liga – 2. miejsce
- Sezon 1996/97 – III liga – 8. miejsce
- Sezon 1997/98 – III liga – 14. miejsce – spadek
- Sezon 1998/99 – IV liga – 8. miejsce
- Sezon 1999/00 – IV liga – 5. miejsce
- Sezon 2000/01 – IV liga – 5. miejsce
- Sezon 2001/02 – IV liga – 8. miejsce
- Sezon 2002/03 – IV liga – 9. miejsce
- Sezon 2003/04 – IV liga – 4. miejsce
- Sezon 2004/05 – IV liga – 3. miejsce
- Sezon 2005/06 – IV liga – 4. miejsce
- Sezon 2006/07 – IV liga – 7. miejsce
- Sezon 2007/08 – IV liga – 7. miejsce
- Sezon 2008/09 – III liga – 4. miejsce
- Sezon 2009/10 – III liga – 10. miejsce
- Sezon 2010/11 – III liga – 10. miejsce
- Sezon 2011/12 – III liga – 1. miejsce - awans
- Sezon 2012/13 – II liga – 16. miejsce - spadek
- Sezon 2013/14 – III liga – 2. miejsce
- Sezon 2014/15 – III liga – 13. miejsce (drużyna wycofana po zakończeniu rozgrywek)
- Sezon 2015/16 – C klasa (grupa Oława) – 2. miejsce (drużynie przyznano później miejsce w A klasie)
- Sezon 2016/17 – A klasa (grupa Wrocław III) – 2. miejsce
- Sezon 2017/18 – A klasa (grupa Wrocław III) – 1. miejsce - awans
- Sezon 2018/19 – Klasa okręgowa (grupa Wrocław) – 1. miejsce - awans
- Sezon 2019/20 – IV liga (grupa dolnośląska - wschód) – 7. miejsce (rozgrywki zakończono po 16 z 30 kolejek z powodu pandemii COVID-19)
- Sezon 2020/21 – IV liga (grupa dolnośląska - wschód) – 7. miejsce (rozgrywki zakończono po 35 z 38 kolejek z powodu pandemii COVID-19)
- Sezon 2021/22 – IV liga (grupa dolnośląska - wschód) – 9. miejsce
- Sezon 2022/23 – IV liga (grupa dolnośląska - wschód) – 4. miejsce
- Sezon 2023/24 – IV liga (grupa dolnośląska) – 4. miejsce
- Sezon 2024/25 – IV liga (grupa dolnośląska) – 8. miejsce

## Kolarstwo
Zawodnikami sekcji kolarskiej byli m.in. Andrzej Serediuk, Mieczysław Karłowicz, Zdzisław Wrona, (uczestnik Igrzysk Olimpijskich w Seulu) Bogumił Woszczyna, Wiesław Burdelak czy Waldemar Okrutnik.
Sekcję kolarską reaktywowano w 2007 jako kolarski Uczniowski Klub Sportowy Moto Jelcz-Laskowice z inicjatywy byłych zawodników.

## Boks
Do najlepszych pięściarzy w historii klubu należy Janusz Zarenkiewicz, który bronił jego barw w latach 1978–83, zdobywając w tym okresie dwa tytuły mistrza Polski w wadze superciężkiej (1981 i 1982). Oprócz tego ma w swoim dorobku m.in. brązowe medale Mistrzostw Europy w Budapeszcie (1985) oraz Igrzysk Olimpijskich w Seulu (1988) (już w barwach Zagłębia Lubin).

## Siatkówka
Siatkarska drużyna Moto Jelcza ma za sobą występy w II lidze (sezon 1993/94).
Karierę siatkarską zaczynał w oławskim klubie Robert Szczerbaniuk, wielokrotny reprezentant Polski seniorów i juniorów, uczestnik kilku edycji Ligi Światowej, olimpijczyk z Aten (2004), mistrz świata i Europy juniorów, wielokrotny mistrz Polski i zdobywca Pucharu Polski.

## Piłka ręczna
W sezonie 2014/2015 zespół wywalczył awans do I Ligi w piłce ręcznej. W sezonie 2015/2016 zespół utrzymał się w I Lidze. W sezonie 2024/2025 zespół ponownie wywalczyl awans do I ligi w piłce ręcznej.